# Quatre pièces pour piano, op. 32 de Prokofiev
Pour les articles homonymes, voir Quatre pièces pour piano.
Les Quatre Pièces, opus 32, sont un court cycle de pièces de danse pour piano de Serge Prokofiev composé en 1918.

## Présentation
À l'instar des contemporains Contes de la vieille grand-mère, les Quatre Pièces opus 32 sont une commande d'éditeurs américains,.
L’œuvre, composée en 1918, est une brève suite de quatre danses,. Pour Guy Sacre, elle est « d'une grande séduction, avec ses lignes toutes classiques, que rajeunit une harmonie piquante », et « mérite d'être jouée en son entier, alors qu'on n'en connaît ordinairement que la Gavotte, qui a conquis d'emblée la popularité ».
La partition est créée par Prokofiev à New York le 30 mars 1919. Elle est publiée en 1922 par Gutheil.

## Structure
Les Quatre Pièces, d'une durée moyenne d'exécution au total de dix minutes environ, comprennent quatre mouvements : 
1. Danza – en fa dièse mineur, allegretto con eleganza, danse « délicieusement ironique, avec ses gruppettos, ses cadences, son staccato malicieux »[1] ;
2. Menuetto – menuet en si bémol majeur, allegro moderato, qui évoque « quelque valse débonnaire »[1] ;
3. Gavotte – en fa dièse mineur, allegro non troppo, gavotte évocatrice de « quelque ballet de poupée »[1], c'est la page la plus célèbre du cahier, « grâce à sa fraîcheur et à son humour discret »[2], en particulier, et en son milieu « cet unisson si expressif, où deux voix redoublées évoquent un fragile quatuor d'instruments à vent » ;
4. Valse – en mi bémol majeur, lento espressivo, mouvement le « plus beau du recueil » selon Sacre[1], qui rappelle les Valses nobles et sentimentales de Maurice Ravel, c'est une valse lente, « plutôt rêvée que dansée », aux « rythmes souples [et] grappes d'accords suspendues à des motifs très chantants »[1].